# Allemagne de l'Est (région)
Pour l'État communiste d'Allemagne de l'Est, voir République démocratique allemande.
 (décembre 2023).
Si vous disposez d'ouvrages ou d'articles de référence ou si vous connaissez des sites web de qualité traitant du thème abordé ici, merci de compléter l'article en donnant les références utiles à sa vérifiabilité et en les liant à la section « Notes et références ».

Localisation de l'Allemagne de l'Est (en orange) par rapport à l'Allemagne de l'ouest (en vert).

L'Allemagne de l'Est désigne la partie orientale de l'Allemagne. Le terme a plusieurs significations géographiques, politiques et socioculturelles qui ne sont pas congruentes. Jusqu'à la fin de la Seconde Guerre mondiale, l'Allemagne de l'Est était communément appelée les parties de l'Allemagne situées à l'est du fleuve Elbe (Elbe orientale). Seules les provinces prussiennes de Prusse orientale, de Poméranie, de Prusse occidentale, de Silésie et la province de Poznań, située à l'est de l'Oder, étaient désignées. Après 1945, le terme avait une double signification, puisque le territoire de la zone soviétique et, à partir de 1949, de la République démocratique allemande (RDA) était souvent nommé ainsi, tandis que l'ancienne signification restait en usage en République fédérale d'Allemagne. Le territoire de la RDA s'appelait l'Allemagne centrale[réf. nécessaire]. La distinction entre l'Allemagne de l'Est et l'Allemagne centrale a notamment joué un rôle dans le discours des associations de personnes déplacées et des institutions culturelles qui leur sont affiliées. Depuis 1990, le nom d'« Allemagne de l'Est » est utilisée au sens politique et économique du terme comme synonyme des Nouveaux Länder après la réunification allemande. 